# Krzyk strachu
Krzyk strachu (ang. Scream of Fear) – film horror, dreszczowiec nakręcony w 1961 roku.
Film z wytwórni Hammer „Krzyk strachu” to pełen niespodziewanych zwrotów akcji, napięcia i tajemnic thriller psychologiczny, który krytycy porównywali do dzieł Alfreda Hitchcocka, ale przede wszystkim do Diabolique – filmu wielkiego rywala mistrza suspensu, Henriego-Georges'a Clouzota.

## Obsada
- John Serret – inspektor Legrand
- Christopher Lee – doktor Gerrard
- Ann Todd – Jane Appleby
- Ronald Lewis – Charlie
- Stephen O’Reilly – Bob
- Susan Strasberg – Penny Appleby
- Fred Johnson – ojciec
- Anne Blake – Marie

## Fabuła
Bohaterka „Krzyku strachu”, Penny (Susan Strasberg), po tragicznym wypadku porusza się na wózku inwalidzkim. Dziewczyna przybywa do willi swojego bogatego ojca na Lazurowym Wybrzeżu. Zastaje tam jednak tylko swoją macochę (Ann Todd), której nigdy przedtem nie widziała. Ojciec rzekomo udał się w długą podróż w interesach. Penny nie bardzo wierzy w te opowieści, a jej podejrzenia potwierdzają się, kiedy ku swemu przerażeniu znajduje w okolicy domu zwłoki rodzica. Kiedy dziewczyna sprowadza pomoc, okazuje się jednak, że ciało wyparowało jak kamfora. Odtąd sytuacja powtarza się niemal co noc – trup ojca pojawia się w najdziwniejszych miejscach, ale znika, zanim zobaczy go ktokolwiek oprócz bohaterki. Penny zaczyna się domyślać, że domownicy uknuli spisek mający na celu wpędzenie jej w szaleństwo – szczególnie podejrzanie zachowuje się macocha oraz dziwaczny lekarz, dr Gerrard (Christopher Lee). Dziewczyna szuka pomocy u przyjaźnie do niej nastawionego szofera Boba – w tym domu jednak nikt, włącznie z główną bohaterką, nie jest do końca tym, kim się wydaje.